# П-37
П-37 «МЕЧ» (Индекс ГРАУ —  1РЛ139, “Bar Lock” — по классификации НАТО) — подвижная двухкоординатная радиолокационная станция (РЛС) кругового обзора для наведения и целеуказания. 
Диапазон частот 2700 до 3100 МГц. Работает на 5-ти независимых приемо-передающих канала три формирует нижняя антенна и два верхняя   

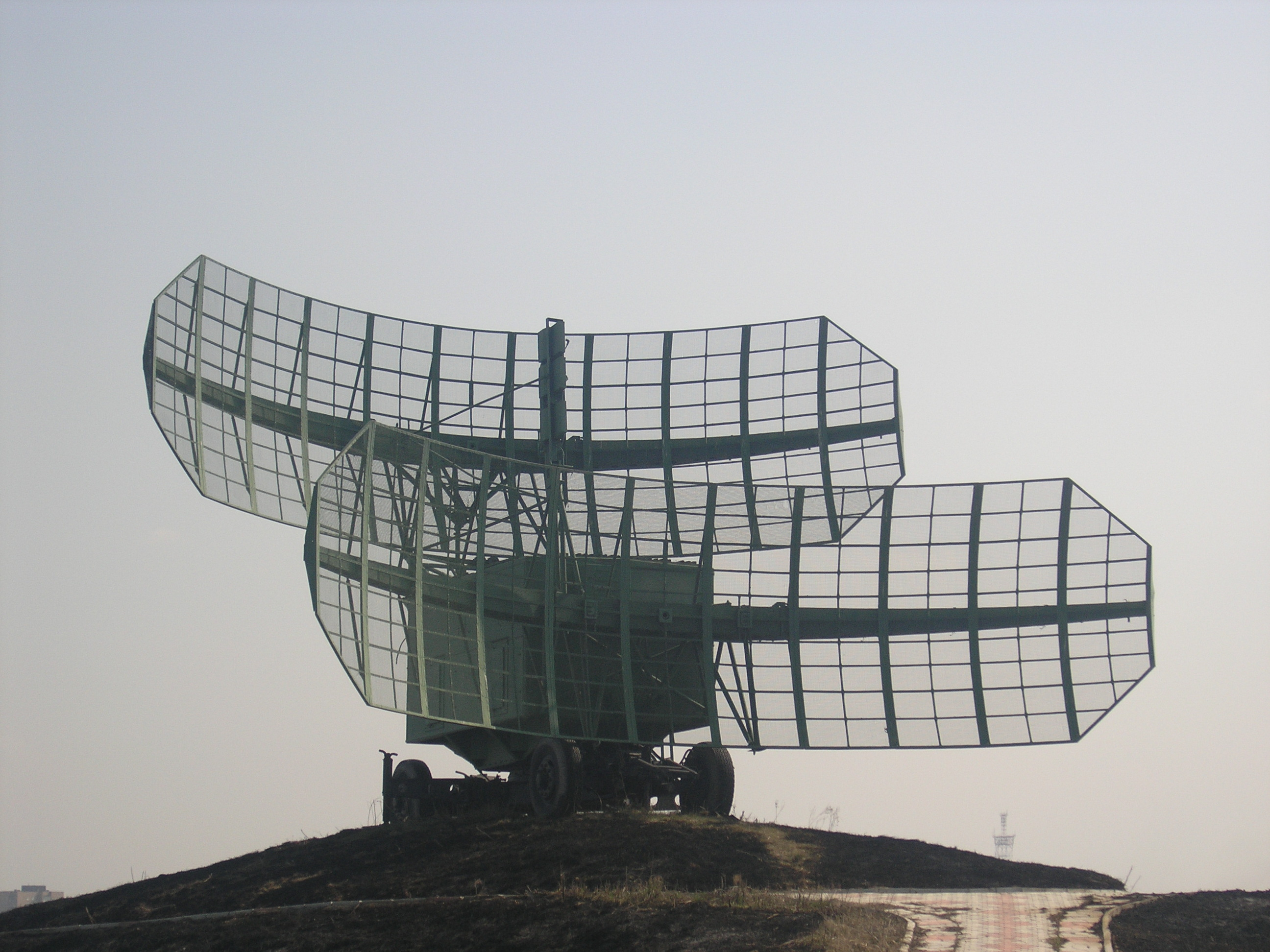
РЛС П-37

Была разработана в КБ «Лира» (г. Москва) на базе РЛС П-35, принята на вооружение в 1961 году.

## Назначение и особенности

### Назначение
Предназначена для ведения радиолокационной разведки воздушных целей, обеспечения наведения истребительной авиации и целеуказания зенитным ракетным комплексам. РЛС состоит на вооружении радиотехнических батальонов и радиолокационных рот и по качеству и точностным характеристикам радиолокационной информации относится к классу РЛС боевого режима.

### Особенности
Для измерения пространственных координат РЛС может сопрягаться с высотомерами ПРВ - 11 и ПРВ - 13.РЛС П - 37 развертывается на ровной горизонтальной площадке диаметром не менее 50 метров на господствующей высоте. Для измерения пространственных координат РЛС может сопрягаться с высотомерами ПРВ-11, ПРВ-13. Сопряжение заключается в обеспечении отображения информации РЛС на ИКО высотомера. Целеуказание на высотомер и выдача высоты целей может осуществляться как ручным способом (голосом), так и полуавтоматическим с помощью маркеров целеуказания. Данные о радиолокационной обстановке могут быть выданы ручным способом (голосом) на удаленные КП радиотехнических подразделений по проводным и радиоканалам связи. Возможна передача информации на выносные ИКО «Пикет», установленные на КП, по кабельным линиям на расстояние до 300 м либо с помощью радиотрансляционной линии РЛ-30-1М (1РЛ51М2) на расстояние до 15 км. 
В РЛС пять независимых идентичных приёмных каналов, связанных с соответствующими передающими каналами, с объединением эхо-сигналов каналов перед подачей на индикаторы. Каждый канал выполнен по супергетеродинной схеме с однократным преобразованием частоты и автоподстройкой частоты местного гетеродина. Многоканальное построение зоны обнаружения РЛС позволяет ориентировочно определять угол места целей по номеру канала, в диаграмме направленности которой находится цель. Определение угла места может быть обеспечено путем поочередного включения приёмных каналов на пульте дистанционного управления ПДУ-4М и нахождения номера канала, в котором присутствует эхо-сигнал.

## Состав комплекса
В состав РЛС входит 8 транспортных единиц.
- Машина №1 (ППК) – платформа 52-У-415М с вращающейся кабиной 636А, в которой размещается приемо-передающая аппаратура и антенные устройства. . На кабине смонтированы две антенны – нижняя и верхняя. Каждая антенна состоит из отражателя и блока облучателей. РЛС работает на пяти независимых приемо-передающих каналах (три формирует нижняя антенна, два – верхняя).
- Машина №2 (индикаторная) на автомобиле ЗИЛ-131М (ЗИЛ-157, пока не был прекращен их выпуск) с аппаратурой индикации, хронизации и управления режимами работы РЛС.
- Машины №3 и 4 – прицепы МАЗ-8925 с основной и резервной электростанциями питания АД-60-Т230-1Р. (На РЛС ранних выпусков, применялись АД-50)
- Машина №5 – тягач АТС-59Г (Внутреннее обозначение при поставке "Изделие - 668С") с подъемной неподвижной стрелой и ручной лебёдкой для развертывания и свертывания антенных устройств а также перевозки ЗИП изделия 1РЛ-51-М2, и ЗИП основного изделия.
- Машина №6 – прицеп 2-П5,5 для размещения агрегата повышенной частоты ВПЛ-30Д и антенн в разобранном виде при транспортировании.
- Машина №7 – одноосный прицеп ТАПЗ-755 с агрегатом питания АД-10 радиотрансляционной линии 1РЛ-51-М2.
- Машина №8 – прицеп 2-ПН-4 с аппаратурой СДЦ на потенциалоскопах и ЭВП (лампах). Ввиду большой фазовой и частотной нестабильностью излучаемых магнетронами импульсов, аппаратура СДЦ работала весьма условно. При модернизации П-37 до уровня 1РЛ139-Р3, СДЦ перевели на микросхемы, что никоим образом не привело к улучшению эффективности её работы, а саму аппаратуру СДЦ разместили в машине №1. Машину №8 исключили из состава изделия.
- Машина №9 – прицеп 2-ПН-4 с аппаратурой хронизации на ЭВП (лампах). При модернизации П-37 до уровня 1РЛ139-Р3, аппаратуру хронизации перевели на микросхемы и разместили в машине №2. Машину №9 исключили из состава изделия.
- Машина №10 –
- Машина № – 11 Изделие 1Л22 (НРЗ системы Пароль) на базе автомобиля Урал-43203 (или Урал-375Д). При исключении машин с 8 по 10, нумерацию менять не стали.

## Помехозащищенность
РЛС П-37Р обладает достаточно высокой помехозащищенностью, что повышает возможности ее по боевому применению в сложной помеховой обстановке. Защита от активных помех обеспечивается следующими мерами: достаточно высоким энергетическим потенциалом (средняя мощность зондирующего сигнала составляет 0,6-0,7 кВт каждого из 5 передающих устройств) и сосредоточением энергии в узких нижних лучах антенны; использованием многоканальной многочастотной зоны обнаружения. Каждый из пяти приемо-передающих каналов работает на своей несущей частоте с достаточно большим разносом частот между каналами. Возможность дистанционного выключения приемо-передающих каналов, забитых помехой, и изменения наклона антенн в широких пределах позволяет заполнить угломестную зону выключенного канала зоной другого канала и обеспечить проводку целей; применением аппаратуры защиты от несинхронных помех, которая обеспечивает подавление помех, как в амплитудном, так и в когерентном режимах работы РЛС. Коэффициент подавления несинхронных помех в амплитудном канале равен 26 дБ, в когерентном – 20 дБ;
От пассивных помех защита обеспечивается: использованием когерентно-компенсационной аппаратуры СДЦ с двукратным череспериодным вычитанием на видеочастоте. Аппаратура установлена в каждом приёмном канале с объединением сигналов каналов после череспериодного вычитания. В аппаратуре реализуется фазирование когерентного гетеродина зондирующим импульсом (режим эквивалентной внутренней когерентности) или помехой (режим внешней когерентности). Череспериодное вычитание осуществляется в цифровом устройстве (ЦСДЦ). Коэффициент подавления отражений от местных предметов не менее 35 дБ. В силу того, что дальность обнаружения в когерентном режиме в среднем меньше, чем в амплитудном, предусмотрено стробирование режимов работы приёмных трактов по дистанции.

## Основные характеристики
Диапазон частот:  2700-3100 МГц
Дальность обнаружения цели, км:
- бомбардировщик — 350
- истребитель — 280
- крылатая ракета — 235

Импульсная мощность излучения — 700 кВт для 1, 2, 3, 5 передающего канала, 600 кВт для 4 передающего канала
Скорость вращения антенны: 3-6 об/мин
Время готовности к боевой работе летом / зимой — ч 24/36
Ошибки при обнаружении цели (100 км):
- по угловым координатам — 0,5 град.

- по дальности — 500 м

Длина антенны — 9,7 м
Ширина антенны — 3 м
Фокусное расстояние антенны — 2,5 м
Скорость буксировки  по шоссе — 35 км/ч